# Les Chialeux
Pour plus de détails, voir Fiche technique et Distribution.
Les Chialeux est un documentaire politique québécois réalisé par Tom Rodrigue. Le film est présenté pour la première fois au Festival du film étudiant de Québec, le 12 mars 2025, et est lancé en salles le 30 mai qui suit au cinéma Le Clap. Il s'agit du premier long-métrage du cinéaste Tom Rodrigue,.

## Synopsis
Le film explore le rôle de l'opposition politique et civile dans la société québécoise en suivant le parcours d'élues de diverses formations de l'Assemblée nationale du Québec ainsi que par le truchement de spécialistes de différents horizons.

## Distribution
- Vanessa Dion : Narration
- Dominique Anglade
- Véronique Hivon
- Christine Labrie
- Éric Bédard
- Josée Boileau
- Claudette Carbonneau
- Karim Chahine
- Jeanne Reynolds
- Mario Dumont
- Jean-Pierre Charbonneau
- Jean-Marc Fournier
- Madwa-Nika Cadet
- Antoine Robitaille
- Éric Duhaime
- Françoise David
- Jean-François Lisée

## Fiche technique
- Titre original : Les Chialeux
- Réalisation : Tom Rodrigue
- Scénario : Tom Rodrigue, Pier-Hugues Madore
- Direction artistique : Savana Trudel
- Caméra : Michaël Pineault
- Montage : Tom Rodrigue, Jules Falardeau et Stéphane Thériault
- Musique : Jonathan Neault
- Production : Tom Rodrigue, Michel Pradier (exécutif) et Carl-Emmanuel Blanchet (délégué)
- Distribution : K-Films Amérique
- Pays de production : Canada (Québec)
- Langue : Français
- Format : Couleurs - 1,78:1 - UHD
- Genre : Film dramatique
- Durée : 82 minutes
- Date de sortie : 2025

### Films similaire
- Les perdants
- Le confort et l'indifférence